# Listopad 2016

## 30 listopada
- Na Filipinach w krwawej wojnie z narkotykami od początku lipca 2016 roku policja i opłaceni zabójcy zlikwidowali ponad 5,6 tys. osób rzekomo związanych z handlem narkotykami. Ponad 2 tys. zginęło od policyjnych kul, a pozostali w samosądach wymierzonych przez najemnych zbirów, opłacanych przez władzę. Ponadto dziesiątki tysięcy ludzi zostało aresztowanych oraz udokumentowano ogromną liczbę egzekucji przypadkowych osób. (wp.pl)
- Francuskie władze w związku ze zbliżającymi się świętami zaostrzyły środki antyterrorystyczne. Rada Bezpieczeństwa Narodowego zdecydowała się na wprowadzenie trzeciego poziomu tzw. planu alarmowego[1].
- Kapitan marynarki Katarzyna Mazurek została pierwszą kobietą w historii polskiej wojskowości, która objęła dowodzenie okrętem Marynarki Wojennej (ORP Lublin). (swinoujskie.info)
- W rozegranym w Nowym Jorku meczu o mistrzostwo świata w szachach broniący tytułu Norweg Magnus Carlsen pokonał Rosjanina Siergieja Kariakina 9:7 (po dogrywce). (przegladsportowy.pl)

## 29 listopada
- W katastrofie samolotu koło Medellín w Kolumbii zginęło 71 osób. Na pokładzie było 77 osób, w tym 68 pasażerów, między innymi piłkarze z klubu Chapecoense. Według policji z katastrofy ocalało 6 osób. Z nagrań rozmów zarejestrowanych tuż przed katastrofą wynika, że w samolocie skończyło się paliwo, a maszyna miała awarię systemów elektrycznych. W Brazylii ogłoszono trzydniową żałobę narodową. (fakty.interia.pl, tvn24.pl, wp.pl, onet.pl)
- Co najmniej 12 osób zginęło, a 22 zostały ranne w wyniku pożaru, który wybuchł w internacie dla dziewcząt w prowincji Adana na południu Turcji. Pożar prawdopodobnie został spowodowany przez awarię elektryczną. (tvn24.pl, wp.pl)
- Ośmiu górników zginęło w wyniku wstrząsu w kopalni Rudna koło Polkowic. Prezes zarządu KGHM podał, że wstrząs miał miejsce na głębokości 1100 m, a jego magnituda wynosiła ok. 3,4. (tvn24.pl)
- Policja francuska przy współudziale marokańskich, holenderskich i belgijskich służb specjalnych zlikwidowała międzynarodową szajkę zajmującą się praniem brudnych pieniędzy, które pochodziły z handlu narkotykami. W Europie aresztowano pięćdziesiąt osób, mózg operacji został zatrzymany w Maroku[2].
- W Meksyku doszło do erupcji wulkanu Popocatepetl. Chmury pyłu unosiły się na ponad 500 m, co doprowadziło do paraliżu znajdującego się niedaleko lokalnego lotniska. Władze zachęcały mieszkańców do podjęcia środków zapobiegawczych, a także do przygotowania się na ewentualną ewakuację[3].
- Rzecznik Pentagonu Adam Stump podał, że Departament Obrony zamierza wyposażyć siły zbrojne Afganistanu w 159 unowocześnionych śmigłowców Black Hawk UH-60+, które są obecnie na stanie jednostek powietrznych USA. Miałyby zastąpić ok. 50 radzieckich śmigłowców wielozadaniowych Mi-17, które znajdują się obecnie na stanie lotnictwa wojskowego Afganistanu. (wp.pl)
- Departament Stanu USA wydał zgodę na sprzedaż do Polski 70 rakiet AGM-158 Joint Air-to-Surface Standoff Missile (JASSM), 10 szkolno-treningowych oraz pakiet do modernizacji F-16, tak aby mogły przenosić i odpalać nowe uzbrojenie. Transakcja opiewa na sumę ok. 200 mln dolarów. (tvn24.pl)
- Zniszczony przez wybuch w 1986 roku reaktor elektrowni atomowej w Czarnobylu dostał nowa osłonę chroniącą okolicę przed promieniowaniem. Nowa konstrukcja została nasunięta na stary sarkofag oraz ma spełniać swoją funkcję przez co najmniej 100 lat. Nowa osłona ma 257 m szerokości, 162 m długości, 108 m wysokości i waży 36 tys. ton; jest to największa ruchoma konstrukcja na świecie. (wp.pl)
- Obradujący w Addis Abebie Międzyrządowy Komitet ds. ochrony niematerialnego dziedzictwa kulturowego UNESCO wpisał na swoją listę m.in. kubańską rumbę, merengę z Dominikany, belgijskie piwo i noworoczne obchody Nouruz w 12 krajach. (tvn24.pl)
- Na wniosek ministra spraw zagranicznych RP Witolda Waszczykowskiego z funkcji podsekretarza stanu w MSZ został odwołany Robert Grey. (msz.gov.pl)
- Prezydent RP Andrzej Duda, na wniosek szefa MON, wręczył nominacje generalskie 14 oficerom; w tym dwie nominacje na stopień generała dywizji (Grzegorzowi Gierlakowi, Sławomirowi Pączkowi) i dwanaście nominacji na stopień generała brygady (m.in. Robertowi Jędrychowskiemu, Piotrowi Krawczykowi, Wiesławowi Kukule, Ryszardowi Parafianowiczowi, Tomaszowi Połuchowi, Dariuszowi Skorupce) (mon.gov.pl)

## 28 listopada
- 11 osób zostało rannych w ataku nożownika, do którego doszło w kampusie uniwersyteckim w mieście Columbus w Ohio na wschodzie USA. Sprawca został zastrzelony na miejscu. (wp.pl)
- Dżihadyści z Państwa Islamskiego aresztowali dziesiątki sklepikarzy w Mosulu, oskarżając ich o celowe zawyżanie cen żywności podczas oblężenia miasta przez siły koalicyjne. (onet.pl)
- Niemiecki Trybunał Federalny utrzymał wyrok 4 lat więzienia dla byłego strażnika z niemieckiego obozu koncentracyjnego Auschwitz-Birkenau Oskara Gröninga. Sąd odrzucił rewizje złożone przez obronę i oskarżenie. Wyrok jest prawomocny. (wp.pl)
- Belgia i Holandia zdecydowały się rozstrzygnąć kwestie terytorialne i wymienić się między sobą kilkunastoma hektarami spornych granicznych ziem. Po latach negocjacji Belgia zdecydowała się zrzec 14 hektarów ziemi na rzecz Holandii i otrzymać w zamian od swoich sąsiadów trzy hektary terytorium. Traktat został podpisany przez ministra spraw zagranicznych Holandii Berta Koendersa i jego belgijskiego odpowiednika Didiera Reyndersa w Pałacu Królewskim w centrum Amsterdamu. (tvn24.pl)
- Międzynarodowa Unia Chemii Czystej i Stosowanej nadała oficjalne nazwy czterem pierwiastkom chemicznym: nihonium, moscovium, tennessine oraz oganesson. (iupac.org)

## 27 listopada
- Izraelscy żołnierze zabili czterech bojowników Państwa Islamskiego z brygady Shuhada al-Yarmouk, którzy zaatakowali pozycję Izraelczyków na południu Wzgórz Golan. Było to pierwsze bezpośrednie starcie Izraela z Państwem Islamskim. (wp.pl)
- W nocy w klubie MI-100 we Lwowie wybuchł pożar, w wyniku którego 22 osoby zostały ranne, dwie z nich walczą o życie. Straż pożarna ewakuowała 250 osób. (wp.pl)
- Premier Danii Lars Løkke Rasmussen poinformował, że uzgodnił utworzenie koalicji rządowej swej Duńskiej Partii Liberalnej z Sojuszem Liberalnym i Konserwatywną Partią Ludową, co odsunęło groźbę przedterminowych wyborów[4].
- W szwajcarskim referendum 54% obywateli opowiedziało się przeciwko zamknięciu elektrowni atomowych. Inicjatywa Zielonych zakładała, że wszystkie elektrownie atomowe w Szwajcarii zostaną zamknięte do 2029 roku, z czego trzy z nich miały być wyłączone w 2017 roku; miało to zwiększyć bezpieczeństwo mieszkańców[5].
- W rozegranym w Zagrzebiu finale drużynowych rozgrywek tenisowych mężczyzn w Pucharze Davisa Argentyna pokonała Chorwację 3:2. (daviscup.com)
- Niemiec Nico Rosberg zwyciężył w klasyfikacji generalnej kierowców w 67. sezonie Formuły 1. W klasyfikacji konstruktorów zwyciężył Mercedes. (f1ultra.pl, f1ultra.pl)

## 26 listopada
- Co najmniej 10 osób zginęło, a kilkanaście zostało rannych w zamachu przeprowadzonym z użyciem samochodu pułapki na policyjnym punkcie kontrolnym w pobliżu zatłoczonego targowiska w stolicy Somalii, Mogadiszu. (onet.pl)
- Grupa rebeliantów zaatakowała bazę wojsk rządowych Ghalani w rejonie plemiennym Mohmand w północno-zachodnim Pakistanie. Doszło do wymiany ognia, w rezultacie której czterech napastników i dwóch żołnierzy poniosło śmierć; 14 żołnierzy zostało rannych. (wp.pl)
- Tłumy demonstrowały w Seulu, domagając się po raz kolejny dymisji prezydent Korei Południowej Park Geun-hye, w związku z jej domniemanym uwikłaniem w aferę korupcyjną. Protestowało ponad milion osób według organizatorów; wg policji 260 tys. ludzi. (tvn24.pl)

## 25 listopada
- Do 74 wzrosła liczba ofiar śmiertelnych katastrofy budowlanej w chińskim mieście Fengcheng, gdzie doszło do zarwania się platformy wieży chłodniczej w elektrowni[6].
- W zderzeniu dwóch pociągów pasażerskich, do którego doszło w prowincji Semnan na północy Iranu, zginęło co najmniej 36 osób, a ok. 95 zostało rannych. Wypadek miał miejsce o godzinie 7:50 (5:20 czasu polskiego) w pobliżu stacji Haft-Khan w mieście Szahrud, ok. 400 km na wschód od Teheranu. Wskutek zderzenia cztery wagony jednego pociągu wykoleiły się i przewróciły na bok, a w dwóch wagonach drugiego pociągu wybuchł pożar. (wp.pl, onet.pl)
- W stanie Guerrero na południu Meksyku dokonano odkrycia na wzgórzu w miejscowości Pochahuixco, w gminie Zitala. Znaleziono 20 masowych grobów, a w nich szczątki 32 osób i 9 ludzkich głów. (wp.pl)
- Siedem osób zginęło, a jedna zaginęła podczas wypadku łodzi rybackiej w kanale portowym Kaipara znajdującym się niedaleko miasta Auckland w Nowej Zelandii. (wp.pl)
- Rosyjskie albo syryjskie lotnictwo zbombardowało szpital ginekologiczny w kontrolowanej przez rebeliantów prowincji Idlib na północy Syrii, zginęły trzy osoby. (onet.pl)
- Władze Turcji przywróciły do pracy 6 tys. nauczycieli zwieszonych w odpowiedzi na próbę zamachu stanu w lipcu br. To pierwszy tego rodzaju komunikat o ludziach przywracanych do pracy po puczu. (onet.pl)
- Co najmniej jedna osoba zginęła, a wiele domów zostało zniszczonych lub uszkodzonych w wyniku trzęsienia ziemi, które nawiedziło północno-zachodnią część Chin. Wstrząs miał siłę 6,5 stopnia w skali Richtera. Epicentrum trzęsienia znajdowało się w Sinciang na terenach położonych przy granicy z Tadżykistanem, natomiast hipocentrum znajdowało się na głębokości 75 km. (wp.pl, onet.pl)
- W wieku 90 lat zmarł Fidel Castro, przywódca Kuby w latach 1959–2008[7].

## 24 listopada
- Do ok. 100 ofiar śmiertelnych wzrósł bilans zamachu przeprowadzonego z użyciem samochodu pułapki na stacji benzynowej w miejscowości Szomali na południowy wschód od Bagdadu (na drodze do Karbali). Zginęło wielu Irańczyków, a także obywateli Bahrajnu. Do zorganizowania zamachu przyznało się Państwo Islamskie. (wp.pl)
- O godz. 7:00 czasu lokalnego w Chinach, w wypadku w elektrowni, zginęło 67 osób, a kilkudziesięciu pozostałych pracowników budowy zostało uwięzionych pod gruzami. Do tragedii doszło w miejscowości Fengcheng w prowincji Jiangxi, gdzie zawaliła się platforma na budowie nowej chłodni kominowej. W akcję ratunkową zaangażowanych było ponad 200 ratowników i strażaków. (onet.pl, wp.pl)
- Ośmiu żołnierzy armii egipskiej straciło życie w wyniku wybuchu samochodu-pułapki w pobliżu miasta Al-Arisz. Doszło również do wymiany ognia z napastnikami, podczas której zginęło trzech napastników; pozostałym udało się zbiec. (wp.pl)
- Co najmniej dwie osoby zginęły, a 16 zostało rannych przed siedzibą gubernatora w mieście Adana na południu Turcji. Według telewizji CNN Turk eksplodował samochód zaparkowany przed budynkiem, w którym znajdowała się kobieta-zamachowiec. (onet.pl, wp.pl)
- W trakcie zamieszek w bułgarskim ośrodku dla uchodźców w Charmanli zatrzymano 300 osób odpowiedzialnych za wzniecenie buntu oraz ewakuowano setkę pracowników. Bezpośrednim powodem buntu był wprowadzony w zeszły piątek (18 listopada) zakaz wychodzenia poza teren należący do ośrodka. W zamieszkach zostało rannych 24 policjantów i 2 uchodźców. (wp.pl)
- W australijskim mieście Melbourne 8,5 tys. ludzi miało nagły atak astmy. Przyczyną były pyłki roślin, które wywołały u chorych na astmę gwałtowną alergiczną reakcję; cztery osoby zmarły. (wp.pl)
- Ponad 10,5 tys. pracowników państwowych zostało zwolnionych za domniemane związki ze zdelegalizowaną w Turcji Partią Pracujących Kurdystanu. (tvn24.pl)
- Od kilku dni Izrael mierzy się z ogromnym pożarem lasów, ogień dociera nawet do obrzeży miast (najbardziej dotknięta jest Hajfa leżąca w lesie). Zamknięte zostały szkoły i drogi, deszcz nie padał tam od wiosny. Dużym utrudnieniem jest również niezwykle suchy wiatr. (kontakt24.tvn24.pl)
- W wojskowej bazie lotniczej w Brindisi w Apulii na południu Włoch została odsłonięta tablica poświęcona pamięci Cichociemnych. W uroczystości udział wziął p.o. szefa Urzędu do Spraw Kombatantów i Osób Represjonowanych Jan Józef Kasprzyk. (onet.pl)
- O godz. 19:43 czasu polskiego podmorskie trzęsienie ziemi o magnitudzie 7,0 nawiedziło skierowane ku Oceanowi Spokojnemu wybrzeże Ameryki Środkowej. Epicentrum wstrząsów znajdowało się 150 km na południowy zachód od nadmorskiego miasta Puerto Triunfo w Salwadorze, z kolei hipocentrum znajdowało się na głębokości 10 km pod dnem morza. Ponadto wydano ostrzeżenie o możliwości wystąpienia tsunami w promieniu 300 km od epicentrum. Brak doniesień o ofiarach i szkodach materialnych. (onet.pl, wp.pl)
- Trzęsienie ziemi o magnitudzie 6,1 nawiedziło północno-wschodnią Japonię. Nie ma informacji o ofiarach lub zniszczeniach. (onet.pl)
- Po 19 latach od kradzieży, policja odnalazła obraz Wojciecha Kossaka „Józef Piłsudski na Kasztance” namalowany w 1928 roku. (tvp.info)
- Stowarzyszenie Memoriał opublikowało na swojej stronie internetowej bazę danych (nazwisk, miejsc służby, stopni oraz nagród) dotyczącą ok. 40 tys. funkcjonariuszy NKWD, odbywających służbę w radzieckich organach bezpieczeństwa w latach 1935–1939. Jan Raczyński, wiceprezes organizacji stwierdził, że źródłem jej powstania były rozkazy Ludowego Komisariatu Spraw Wewnętrznych ZSRR. (tvn24.pl)

## 23 listopada
- Rząd Boliwii ogłosił w kraju stan klęski żywiołowej. Przyczyną jest największa od 40 lat susza. Deszcz nie padał w Boliwii od początku lata. Wody brakuje na wsiach i w największych miastach. Najbardziej dotkliwie odczuwają suszę mieszkańcy La Paz, gdzie z pięciu zbiorników retencyjnych, które zaopatrują miasto, dwa są niemal puste i dostępu do wody nie ma tam ponad 400 tys. ludzi. Woda wydzielana jest też w pięciu z siedmiu największych miast[8].
- Dowódca sił powietrznych i obrony przeciwlotniczej Białorusi Aleh Dwihaleu oświadczył, że Białoruś planuje kupić od Rosji co najmniej eskadrę (od 8 do 12 sztuk) samolotów wielozadaniowych Su-30SM. Transakcja ma zostać zrealizowana do 2020 roku. (tvn24.pl)
- Prezydent Barack Obama po raz ostatni wręczył najwyższe odznaczenia cywilne USA, Medale Wolności. Wśród wyróżnionych znaleźli się wybitni ludzie sztuki, rozrywki i sportu jak Michael Jordan, Robert De Niro, Diana Ross czy Frank Gehry. (onet.pl)

## 22 listopada
- Mały samolot Extra 330 rozbił się podczas lądowania w Rudnikach koło Częstochowy. Zginęły dwie osoby znajdujące się na pokładzie. (tvp.info)
- Na mocy wydanych dwóch dekretów władze Turcji zwolniły lub zawiesiły w obowiązkach prawie 15 tys. urzędników, wojskowych i funkcjonariuszy policji oraz zamknęły ponad 500 instytucji i redakcji w ramach śledztwa wokół lipcowej próby zamachu stanu. (tvn24.pl)
- Rosyjskie agencje, powołujące się na publikację gazety „Bojewaja Wachta”, poinformowały, że na dwóch Wyspach Kurylskich, Kunaszyr i Iturup, zostały rozmieszczone najnowsze systemy rakietowe Bastion i Bał. (tvn24.pl)

## 21 listopada
- Co najmniej 27 osób zginęło, a 35 zostało rannych w zamachu samobójczym na szyicki meczet w stolicy Afganistanu, Kabulu. Ataku dokonał zamachowiec samobójca w meczecie Baqir Olum, który był wypełniony wiernymi przybyłymi do niego z okazji muzułmańskiego święta Arbain. (wp.pl)
- W mieście Sabha w Libii w wyniku drobnego incydentu doszło do starcia dwóch wrogich plemion, Al-Kadadifa i Awlad Suleiman. 20 osób zginęło, a 50 zostało rannych. Wszystko zaczęło się od małpy sklepikarza z plemienia Al-Kadadifa, która zaatakowała grupę dziewcząt wracających ze szkoły i zerwała hidżab jednej z uczennic. W odpowiedzi członkowie plemienia Awlad Suleiman zabili małpę i trzech przedstawicieli Al-Kadadifa. (gazeta.pl)
- Co najmniej 17 osób zginęło a 37 zostało rannych w rezultacie karambolu 56 samochodów na oblodzonej autostradzie, w trudnych warunkach atmosferycznych, chińskiej prowincji Shanxi. (tvp.info, wp.pl)
- Co najmniej sześcioro dzieci zginęło, a 23 zostało rannych w tragicznym wypadku autobusu szkolnego w Chattanoodze, w stanie Tennessee. Kierowca pojazdu usłyszał zarzuty. (tvn24.pl)
- Szef komisji obrony w Radzie Federacji, Wiktor Ozierow zapowiedział, że w reakcji na amerykański system obrony przeciwrakietowej Rosja wzmocni swą obronę powietrzną na zachodzie, rozmieszczając w ramach tych działań w obwodzie królewieckim system obrony przeciwlotniczej S-400 Triumf oraz systemy rakietowe 9K720 Iskander. (tvn24.pl)
- O ok. 6:00 czasu lokalnego północno-wschodnią Japonię, w rejonie prefektury Fukushima nawiedziło trzęsienie ziemi o magnitudzie 7,4. Epicentrum wstrząsów znajdowało się na głębokości ok. 10 km u wybrzeży prefektury Fukushima, położonej na największej japońskiej wyspie Honsiu. Nie odnotowano ofiar ani większych zniszczeń. (wp.pl)

## 20 listopada
- Ponad 140 osób zginęło, a ponad 200 zostało rannych (część w stanie krytycznym) w katastrofie kolejowej w Pukhrayan w stanie Uttar Pradesh w północnej części Indii. W pobliżu miasta wykoleiło się 14 wagonów pociągu ekspresowego, którym podróżowało ok. 500 osób (rynek-kolejowy.pl, tvn24.pl)
- 10 osób zginęło w ostrzale szkoły w zachodniej części Aleppo, podporządkowanej rządowi. (wp.pl)
- Czterech policjantów zginęło w katastrofie helikoptera w dzielnicy slumsów w Rio de Janeiro. Maszyna brała udział w akcji wymierzonej przeciwko gangom. (wp.pl)
- Trzy osoby zostały ranne, a 112 tys. domów było pozbawionych prądu w północno-zachodniej Francji w wyniku burz połączonych z wichurami. Najbardziej dotknięte są Normandia, Bretania i tereny położone nad północną częścią Loary oraz nad kanałem La Manche. Wiatr osiągał tam do 160 km/h.[9]
- W wyniku operacji antyterrorystycznej przeprowadzonej w Strasburgu i Marsylii udaremniono nowy atak we Francji. Zatrzymano siedem osób pochodzenia francuskiego, marokańskiego i afgańskiego w wieku od 29 do 37 lat. (onet.pl)
- Zwycięzcą wyborów prezydenckich, które odbyły się na Haiti został właściciel przedsiębiorstwa eksportującego banany Jovenel Moïse. Uzyskał 55,67% głosów w pierwszej turze głosowania. Wybory miały się odbyć w październiku, ale zostały przesunięte z powodu ogromnych szkód wyrządzonych przez huragan Matthew. (wp.pl)
- Jüri Ratas, lider prorosyjskiej Partii Centrum otrzymał z rąk prezydent Estonii, Kersti Kaljulaid, misję utworzenia nowego rządu po tym, jak 9 listopada parlament odwołał ze stanowiska premiera Taaviego Rõivasa. (tvn24.pl)
- Konferencja Biskupów Katolickich w Rwandzie w przesłaniu przeprosiła za rolę Kościoła katolickiego w ludobójstwie Tutsich i Hutu w 1994 roku. (onet.pl)
- W Norymberdze odbyła się aukcja obrazów autorstwa Adolfa Hitlera. Kolekcja 14 pejzaży, portretów oraz martwej natury została sprzedana za łączną kwotę ponad 1,77 mln zł. Najwyższą cenę za jeden obraz, prawie 440 tys. zł, zapłacił anonimowy nabywca z Chin. (tvn24.pl)
- W kończącym sezon profesjonalnych rozgrywek w męskim tenisie turnieju ATP World Tour Finals triumfowali: reprezentujący Wielką Brytanię Szkot Andy Murray oraz fińsko-australijski debel Henri Kontinen–John Peers. (protennislive.com, protennislive.com)

## 19 listopada
- Mały samolot tanich linii lotniczych rozbił się na parkingu tuż po wystartowaniu z lotniska w Elko w stanie Nevada. W wyniku tragicznego wypadku zginęły 4 osoby. (wp.pl)
- Papież Franciszek przewodniczył w bazylice św. Piotra konsystorzowi, ceremonii przyjęcia nowych 17 członków do kolegium kardynalskiego[10].
- Światowa Organizacja Zdrowia poinformowała o odwołaniu globalnego stanu nadzwyczajnego, jaki wprowadziła w lutym w związku z epidemią choroby powodowanej przez wirus Zika. (onet.pl)
- Przed 12:00 czasu lokalnego (przed 3:00 czasu polskiego) w środkowej części wyspy Honsiu, na zachodzie Japonii wystąpiło trzęsienie ziemi o magnitudzie 5,4. Epicentrum trzęsienia znajdowało się w obrębie prefektury Wakayama, z kolei hipocentrum znajdowało się na głębokości 40 km. Nie ma doniesień o poszkodowanych lub zniszczeniach. (onet.pl, tvnmeteo.tvn24.pl)

## 18 listopada
- Co najmniej 20 osób zginęło w ciągu ostatniej doby w intensywnych walkach między jemeńskimi siłami rządowymi a szyickimi rebeliantami z ruchu Huti w okolicach miasta Ta’izz na południowym zachodzie Jemenu[11].
- Trzech górników zginęło w wyniku osunięcia gruntu w kopalni odkrywkowej miedzi na południowym wschodzie Turcji; 13 górników zostało uwięzionych. Według biura gubernatora do katastrofy doszło w prywatnej kopalni w pobliżu miasta Şirvan w prowincji Siirt. (wp.pl, onet.pl)
- W strzelaninie, do której doszło na przyjęciu urodzinowym w miejscowości Dyersburg w stanie Tennessee zginęła kobieta, a sześć innych osób zostało rannych. (onet.pl)
- W katastrofie kolejowej na przejeździe kolejowo-drogowym w miejscowości Winsum w prowincji Groningen na północy Holandii kilkadziesiąt osób zostało rannych. Ze wstępnych ustaleń wynika, że kierowca cysterny przewożącej mleko nie zachował ostrożności i wjechał na przejazd tuż przed nadjeżdżający pociąg pasażerski; kilka wagonów wykoleiło się. (wp.pl)
- 27 osób zostało rannych (w tym sześć jest w stanie krytycznym) w pożarze oddziału banku Commonwealth w Springvale na przedmieściach Melbourne. Do tragedii doprowadził mężczyzna, który oblał wnętrze banku łatwopalną substancją i podpalił. (wp.pl)
- W Stambule aresztowano 75 profesorów i innych pracowników naukowych podejrzanych o współudział w lipcowej próbie zamachu stanu. Tureckie władze wydały nakazy aresztowania w stosunku do 103 pracowników politechniki stambulskiej pod zarzutem „przynależności do zbrojnej organizacji terrorystycznej”. (wp.pl, onet.pl)
- Niemiecki koncern motoryzacyjny Volkswagen ogłosił na konferencji prasowej, że zlikwiduje 30 tys. miejsc pracy w ramach planu oszczędnościowego negocjowanego wcześniej ze związkami zawodowymi. Zwolnienia dotkną głównie niemieckich fabryk. (tvn24bis.pl)
- Szósta i najdłuższa misja załogowa w ramach chińskiego programu kosmicznego zakończyła się sukcesem. Kapsuła Shenzhou 11 z dwuosobową załogą wylądowała na stepach Mongolii Wewnętrznej. Załoga spędziła ok. miesiąca w laboratorium kosmicznym Tiangong 2, gdzie prowadziła eksperymenty i badała sprawność wyposażenia w ramach prac nad chińską stałą stacją orbitalną. (wp.pl)

## 17 listopada
- Co najmniej 30 osób zginęło, a 45 zostało rannych (wiele osób jest w stanie ciężkim) na skutek samobójczego ataku terrorystycznego, podczas uroczystości weselnych. Do zdarzenia doszło w mieście Amerijat Faludża na zachód od Bagdadu. Do ataku wykorzystano samochód pułapkę. (wp.pl)
- W centrum handlowym w stolicy Peru wybuchł pożar, w którym śmierć poniosły cztery osoby, a siedem zostało rannych. Miejsce pożaru znajdowało się obok hotelu, w którym przebywali światowi liderzy na szczycie APEC. (wp.pl)
- Trójka astronautów wystartowała z kosmodromu Bajkonur w Kazachstanie w ramach misji Sojuz MS-03. Uzupełnią oni skład 50. ekspedycji na pokład Międzynarodowej Stacji Kosmicznej. (wp.pl)

## 16 listopada
- Podczas nalotów na Aleppo ostrzelany został szpital dziecięcy, w wyniku czego zginęło co najmniej 20 osób, w tym co najmniej pięcioro dzieci i pracownik służb ratowniczych. Według Syryjskiego Obserwatorium Praw Człowieka ataki przeprowadziło lotnictwo rosyjskie lub syryjskie siły rządowe. (tvn.pl)
- Rosja rozpoczęła intensywne naloty lotnicze na Syrię. Przedstawiciele syryjskiej obrony cywilnej poinformowali o łącznie 72 nalotach w dzielnicy wschodniego Aleppo, w wyniku których zginęły cztery osoby, a 32 zostały ranne. Jak podało ministerstwo obrony Rosji, w ataku po raz pierwszy wykorzystano rakiety P-800 Oniks odpalone z systemu wyrzutni K-300P Bastion, samoloty Su-33, a także rakiety manewrujące 3M-54 Kalibr wystrzelone z fregaty „Admirał Grigorowicz”. (wp.pl)
- Co najmniej cztery osoby zginęły, a 11 zostało rannych w zamachu samobójczym na busa wiozącego przedstawicieli służb bezpieczeństwa. Atak miał miejsce w pobliżu budynku resortu obrony w Kabulu podczas porannego szczytu komunikacyjnego. Do zamachu przyznało się Państwo Islamskie. (wp.pl)
- Policja w Kosowie poinformowała o aresztowaniu w ciągu ubiegłych 10 dni 19 ludzi podejrzanych o powiązania z Państwem Islamskim i planowanie zamachów w samym Kosowie oraz w sąsiedniej Albanii. (onet.pl)
- Po dwóch latach renowacji zakończono remont kopuły amerykańskiego Kapitolu. Był to pierwszy gruntowny remont tej konstrukcji od czasu jej powstania w 1793 roku. (onet.pl)

## 15 listopada
- Ministerstwo Obrony Rosji poinformowało, że zmasowany atak myśliwców Su-33 znajdujących się na wyposażeniu lotniskowca „Admirał Kuzniecow” pozwolił zlikwidować grupę bojową organizacji Dżabhat an-Nusra w prowincji Idlib. W ataku zginęło ok. 30 bojowników. (onet.pl)
- Podczas skoordynowanej akcji węgierskiej policji przeciw ekstremistycznej organizacji zatrzymano 12 osób i skonfiskowano dużą ilość broni i materiałów wybuchowych. Zatrzymań dokonano w ośmiu miastach lub miejscowościach, m.in. w Budapeszcie, Mosonmagyaróvár, Jászberény i Sajókeresztúr. (wp.pl)
- Sąd kasacyjny w Egipcie uchylił wyrok śmierci na byłym islamistycznym prezydencie Muhammadzie Mursim w procesie dotyczącym masowej ucieczki z więzienia w 2011 r. i nakazał wszczęcie nowego procesu przed sądem karnym. Sąd unieważnił również wyroki śmierci pięciu innym wysokiej rangi przedstawicielom Bractwa Muzułmańskiego, a także wyroki dożywotniego więzienia 21 innym członkom Bractwa[12]. (tvn24.pl)
- Rosyjski minister ds. rozwoju gospodarczego Aleksiej Uljukajew został zatrzymany za przyjęcie 2 mln dolarów korzyści majątkowej. (rp.pl)
- 14 lat po kradzieży dwóch znanych obrazów Van Gogha z muzeum w Amsterdamie, policja znalazła je ukryte w domu szefa włoskiej mafii, Camorry. Podczas obławy, oprócz dzieł sztuki, policja skonfiskowała dobra o wartości 20 mln euro, a także mały samolot. (onet.pl)
- W Nowej Zelandii zarejestrowano kolejny silny wstrząs sejsmiczny, który miał siłę 5,4 stopni w skali Richtera. Epicentrum znajdowało się w okolicach miasta Blenheim, najbardziej na północ wysuniętego portu na Wyspie Południowej. (wp.pl)
- Poinformowano, że pierwszy w historii chiński lotniskowiec Liaoning osiągnął gotowość bojową, co oznacza, że może on odbywać misje daleko od wybrzeży kraju. Okręt jest odbierany jako symbol wzrastającej potęgi militarnej Chin i ambicji, by odgrywać większą rolę na arenie międzynarodowej. (tvn24.pl)
- Początek bitwy o Aleppo. (bbc.com)

## 14 listopada
- Siedmiu pakistańskich żołnierzy zginęło w ostrzale przeprowadzonym z Indii na terytorium spornego Kaszmiru. (tvn24.pl)
- Trzy osoby zostały ranne w wybuchu w handlowej i mieszkalnej dzielnicy Maltepe położonej w azjatyckiej części Stambułu. (onet.pl)
- Rosja wzmocniła obecność militarną na Kaukazie Południowym, tworząc razem z Armenią wspólną grupę sił zbrojnych. Porozumienie w tej sprawie zatwierdził prezydent Władimir Putin. (tvn24.pl)
- Premier Bułgarii Bojko Borisow złożył w parlamencie dymisję swego rządu koalicyjnego. Jest to reakcja na przegraną kandydatki jego partii w wyborach prezydenckich. (onet.pl)
- W wyniku ataku hakerskiego m.in. na erotyczny serwis randkowy AdultFriendFinder dane 412 mln użytkowników mogły wyciec do sieci. (tvn24bis.pl)
- O godz. 13:45 czasu lokalnego (1:45 czasu polskiego) w Nowej Zelandii odnotowano kolejne wstrząsy o sile 6,2. Wstrząs zarejestrowano na głębokości 10 km, w odległości ok. 120 km na północny wschód od Christchurch na Wyspie Południowej. Nie było doniesień o ofiarach lub zniszczeniach. (tvnmeteo.tvn24.pl)
- NASA poinformowała, że łazik Curiosity Rover na Marsie natrafił na meteoryt żelazny, zawierający żelazo, nikiel, fosfor i inne składniki w mniejszych ilościach. Po raz pierwszy do badań zastosowano spektrometr laserowy. (onet.pl)

## 13 listopada
- W Bułgarii i Mołdawii odbyły się drugie tury wyborów prezydenckich (Bułgaria, Mołdawia), które wygrali odpowiednio: Rumen Radew i Igor Dodon. (wp.pl, wp.pl)
- Szefem personelu Białego Domu prezydent elekt Donald Trump mianował Reince’a Priebusa, przewodniczącego Krajowego Komitetu Partii Republikańskiej. Z kolei głównym strategiem i czołowym doradcą został Stephen Bannon z konserwatywnego portalu Breitbart News Network. (wp.pl)
- W Nowej Zelandii miała miejsce seria 30 trzęsień ziemi w ciągu 90 minut. Północno-wschodnie wybrzeże kraju dotknęło tsunami po wstrząsie o sile 7,8 w skali Richtera. Epicentrum trzęsienia znajdowało się ok. 95 km na północny wschód od miasta Christchurch na Wyspie Południowej, a jego hipocentrum znajdowało się na głębokości 10 km. Fale osiągały wysokość nawet 5 metrów. Władze zaleciły ewakuację kilku tysięcy mieszkańców z najniżej położonych terenów. Dwie osoby zginęły oraz pojawiały się doniesienia o rannych[13]. (onet.pl, tvnmeteo.tvn24.pl, wp.pl)
- Około godz 8:00 czasu lokalnego (14:00 czasu polskiego) wstrząs o sile 6,2 stopni w skali Richtera dotknął północno-zachodnią Argentynę. Epicentrum znajdowało się około 26 kilometrów na północ od miasteczka Chilecito w prowincji La Rioja, przy granicy z Chile. Jego hipocentrum znajdowało się 100 km pod powierzchnią ziemi. Nie ma doniesień o ofiarach lub zniszczeniach. (wp.pl, onet.pl)
- Na głębokości 15 km pod nieczynnym wulkanem Uturuncu w Boliwii odkryto wielki zbiornik wody zmieszanej z częściowo stopioną lawą. (onet.pl)
- W rozegranym w Strasburgu finale drużynowych rozgrywek tenisowych kobiet – Pucharu Federacji – Czechy pokonały Francję 3:2. (fedcup.com)

## 12 listopada
- Co najmniej 52 osoby zginęły, a ponad 100 zostało rannych w zamachu bombowym, do którego doszło na dziedzińcu sufickiego sanktuarium szacha Bilala Nuraniego w prowincji Beludżystan w południowo-zachodnim Pakistanie. Do ataku przyznało się Państwo Islamskie. (onet.pl)
- Na terenie bazy Bagram w Afganistanie eksplodował ładunek wybuchowy, w wyniku którego zginęło czterech Amerykanów. Rannych zostało 16 wojskowych USA i polski żołnierz, biorący udział w misji NATO. (wp.pl)
- Grupa uzbrojonych mężczyzn ostrzelała autokar wiozący piłkarzy jednego z czołowych klubów piłkarskich Sudan Południowego. Kierowca autobusu zginął na miejscu, 6 osób odniosło rany. Do ataku doszło na drodze wiodącej z Dżuby do Torit. (wp.pl)
- Rosyjska Federalna Służba Bezpieczeństwa poinformowała o likwidacji międzynarodowej grupy terrorystycznej, składającej się z imigrantów z państw Azji Środkowej, planującej akcje terrorystyczne w Moskwie i Petersburgu. Zatrzymano 10 terrorystów, u których znaleziono cztery urządzenia wybuchowe. (wp.pl)
- Według szacunków policji 260 tys. Koreańczyków demonstrowało w Seulu, żądając ustąpienia prezydent Korei Płd. Park Geun-hye w związku ze skandalem korupcyjnym. (wp.pl)
- 25 tys. osób uczestniczyło w Kolonii w proteście przeciwko prezydentowi Turcji Recepowi Tayyipowi Erdoğanowi oskarżanemu o dyktatorskie rządy. Demonstrację zorganizowały wspólnota religijna alewitów i organizacje Kurdów. Doszło do starć z policją. (onet.pl)

## 11 listopada
- Bojownicy Państwa Islamskiego zabili w ciągu tygodnia dziesiątki ludzi wokół Mosulu. Ponadto dżihadyści gromadzili zapasy amoniaku i siarki na obszarach zamieszkanych przez cywilów. (tvn24.pl)
- Kilkadziesiąt osób zostało aresztowanych podczas zamieszek i protestów w Stanach Zjednoczonych przeciwko wyborowi Donalda Trumpa na prezydenta. Wiece odbywają się w dużych miastach m.in. w Waszyngtonie, Baltimore, Filadelfii, Nowym Jorku, Los Angeles, San Francisco, Oakland i Portland, gdzie na ulice wyszło od kilkuset do kilku tysięcy osób. Do największego doszło w Portland w stanie Oregon, gdzie w centrum miasta demonstrowało 4 tys. osób. Zwolennicy Donalda Trumpa skrytykowali demonstrantów za brak szacunku dla demokracji. (onet.pl)
- W okolicach portu Palamós na Costa Brava, wybrzeżu w okolicach Barcelony, odnaleziono zatopiony rzymski galeon z I wieku. Okręt spoczywa na głębokości 40 m i jest całkowicie pokryty piaskiem. Po pobraniu próbek ze znajdujących się na nim amfor archeolodzy stwierdzili, że przewożono w nich garum. Zdaniem archeologów, jest to najlepiej zachowany wrak rzymskiego statku znaleziony w Katalonii. (onet.pl)
- Paleontolodzy z Wielkiej Brytanii i Chin dokonali odkrycia nieznanego wcześniej gatunku dinozaura, którego wcześniej zauważyli na budowie robotnicy, którzy dynamitem wysadzali skały w celu budowy szkoły. Wiek skamieliny szacowany jest na 72 miliony lat. Nowemu gatunkowi naukowcy nadali nazwę „Tongtianlong limosus”. (onet.pl)
- Kilka tysięcy osób, w tym najważniejsi przedstawiciele duchowieństwa, władz państwowych i samorządowych zgromadziła uroczysta msza święta z okazji otwarcia po 225 latach Świątyni Opatrzności Bożej w Warszawie. O wzniesieniu świątyni zdecydował Sejm Czteroletni w 1791 r., dwa dni po ogłoszeniu Konstytucji 3 Maja. (polskieradio.pl)
- Reprezentacja Polski w piłce nożnej mężczyzn pokonała na wyjeździe Rumunię 3:0 i stała się samodzielnym liderem grupy E w eliminacjach do Mundialu 2018 z trzypunktową przewagą nad drugą reprezentacją Czarnogóry. (sport.pl)

## 10 listopada
- Norweska policja poinformowała, że na skutek lawiny błotnej zginęło trzech obywateli Litwy, którzy pracowali przy wykopach w gminie Sørum w regionie Akershus. (tvnmeteo.tvn24.pl)
- Co najmniej dwie osoby zginęły, a 110 zostało rannych w ataku afgańskich talibów na niemiecki konsulat w Mazar-i Szarif na północy Afganistanu. Zamachowiec wjechał ciężarówką wypełnioną ładunkami wybuchowymi w ścianę konsulatu. (wp.pl)
- Jeden z głównych wojskowych dowódców sił Państwa Islamskiego Chaled al-Mituiti zginął wraz ze swymi trzema adiutantami w Mosulu w walkach z irackimi siłami rządowymi, które toczyły się we wschodniej dzielnicy miasta Al-Entesar. (tvn24.pl)
- Wiceminister Chin ds. bezpieczeństwa publicznego Meng Hongwei został wybrany na szefa międzynarodowej organizacji policyjnej, Interpolu. Jego zastępcą został rosyjski generał policji Aleksandr Prokopczuk. (tvn24.pl)
- Kolejne trzęsienie ziemi nawiedziło środkową część Włoch. Wstrząsy mogły osiągnąć siłę nawet 4,5 stopni w skali Richtera. (onet.pl)
- W wieku 74 lat zmarł Jerzy Cnota, polski aktor charakterystyczny. (tvn24.pl)

## 9 listopada
- Siedem osób zginęło, a ponad 50 zostało rannych, gdy tramwaj wypadł z szyn w dzielnicy Croydon w Londynie. Według wstępnych opinii pojazd poruszał się za szybko na ostrym łuku, przekraczając prędkość o 20 km/h. Motorniczy został aresztowany. (tvn24.pl)
- W miejscowości Azusa (w okolicach Los Angeles w stanie Kalifornia), gdzie niedaleko lokalu wyborczego, mieszczącego się w szkole podstawowej, rozległy się strzały. Jedna osoba nie żyje, trzy zostały ranne. (onet.pl)
- Kilkudziesięciu strażaków gasiło pożar XIX-wiecznego kościoła w Weesp, niedaleko Amsterdamu. W trakcie akcji runęła kościelna wieża[14].

## 8 listopada
- W Stanach Zjednoczonych odbyły się wybory prezydenckie. Nowym prezydentem został wybrany Donald Trump, który zdobył 306 głosów elektorskich, zaś Hillary Clinton 232. (cnn.com, wp.pl, nytimes.com)
- Z powodu dużych opadów deszczu w Albanii i Serbii pojawiły się powodzie, w wyniku których zginęły trzy osoby. Ponadto zniszczeniu uległy drogi oraz zamknięto szkoły i ewakuowano ludzi. (tvnmeteo.tvn24.pl)
- Prokuratura wkroczyła do jednej z największych południowokoreańskich grup biznesowych, Samsunga. Przeszukano siedzibę firmy w stolicy kraju, Seulu. Samsung Group jest podejrzewany o nielegalne finansowe wsparcie córki przyjaciółki prezydent Korei Południowej Choi Soon-sil, która miała wywierać wpływ na politykę państwową. (wp.pl)
- Podczas wyborów prezydenckich w USA głosowano również ws. legalizacji marihuany. W 5 stanach (Arizona, Kalifornia, Maine, Massachusetts, Nevada) głosowano za pełną legalizacją, a w 4 stanach (Arkansas, Floryda, Montana, Dakota Północna) za prawem do stosowania marihuany w celach medycznych. (wp.pl)
- Amerykańska sieć McDonald’s domaga się 20 mln dolarów za brak zgody władz Florencji na otwarcie restauracji w historycznym centrum, na Piazza del Duomo, które wpisane jest na listę światowego dziedzictwa UNESCO. (onet.pl)
- W warszawskiej Dolinie Szwajcarskiej odsłonięto Pomnik Henryka Sławika i Józsefa Antalla seniora. (tvn24.pl)

## 7 listopada
- Iracka armia w budynku Szkoły Rolniczej na obrzeżach miasta Hamam al-Alil pod Mosulem odkryła masowy grób, w którym znajdowało się ok. 100 ciał pozbawionych głów. Ofiarami byli najprawdopodobniej cywile. (tvn24.pl)
- Były prezydent Gruzji Micheil Saakaszwili zrezygnował z funkcji gubernatora obwodu odeskiego. Swoją decyzję o rezygnacji ze stanowiska motywował przymykaniem oczu na korupcję przez władze Ukrainy. (onet.pl)
- Przedstawiciele amerykańskiego departamentu obrony zerwali negocjacje z koncernem Lockheed Martin na temat kolejnej fazy programu budowy myśliwców F-35. Obie strony od ponad roku nie mogły dojść do porozumienia w sprawie tego, ile ma kosztować zbudowanie 57 maszyn i prace nad ich ulepszeniami. Pentagon zastosował rzadkie rozwiązanie i postawił ultimatum – ogłoszono tzw. „kontrakt jednostronny”, czyli postanowiono nie ustalać wspólnej ceny za kolejną część programu F-35, lecz podano sumę, którą departament obrony zapłaci. (tvn24.pl)
- Reprezentujący Wielką Brytanię Szkot Andy Murray objął (jako pierwszy Brytyjczyk w historii) prowadzenie w singlowym rankingu tenisowym ATP. (sportowefakty.wp.pl)
- W wieku 82 lat zmarł Leonard Cohen – kanadyjski poeta i piosenkarz. (PolskieRadio.pl)

## 6 listopada
- Zamachowcy-samobójcy zdetonowali w dwóch irackich miastach materiały wybuchowe ukryte w karetkach pogotowia i zabili co najmniej 21 osób. Do zamachów doszło w środkowej części kraju, w miastach Tikrit i Samarra. (wp.pl)
- Do pięciu wzrosła liczba ofiar śmiertelnych wybuchu gazu, do którego doszło w domu mieszkalnym w mieście Iwanowo, znajdującej się 250 km na północny wschód od stolicy Rosji. (wp.pl)
- Dwie osoby zginęły a kilkanaście zostało rannych w wyniku gwałtownych burz z trąbami powietrznymi w Rzymie i okolicach. (wp.pl)
- Wspierane przez USA Syryjskie Siły Demokratyczne, sojusz kurdyjskich i arabskich ugrupowań zbrojnych, ogłosiły rozpoczęcie operacji mającej na celu odbicie miasta Ar-Rakka, bastionu Państwa Islamskiego w Syrii. (onet.pl)
- Brytyjska policja zatrzymała 47 osób podczas protestu antykapitalistów w centrum Londynu. Część z nich oskarżono się o posiadanie narkotyków, część o tamowanie ruchu. (onet.pl)
- W Bułgarii rozpoczęły się wybory prezydenckie. (wp.pl)
- O ok. godz. 20:00 czasu lokalnego (2:00 czasu polskiego) wystąpiło trzęsienie ziemi o magnitudzie 5,0 w środkowej części amerykańskiego stanu Oklahoma. Epicentrum znajdowało się w pobliżu miasta Cushing, położonego na północny wschód od Oklahoma City, stolicy stanu. Policja informowała o „dość pokaźnych zniszczeniach”; nie ma informacji o ofiarach. (wp.pl)

## 5 listopada
- 18 osób uciekających z opanowanego przez bojowników Państwa Islamskiego miasta Hawija poniosło śmierć, gdy pod ich konwojem wybuchy dwie przydrożne bomby. (onet.pl)
- 100 tys. ludzi uczestniczyło w kolejnej demonstracji w Seulu, stolicy Korei Południowej. Protestujący domagali się ustąpienia prezydent Park Geun-hye, która w sprawach państwowych konsultowała się z Choi Soon-sil, nie mającą oficjalnego państwowego stanowiska ani uprawnień dostępu do tajnych informacji. (wp.pl)
- Blisko 7 tys. Kurdów protestowało w Kolonii przeciwko represjom stosowanym przez prezydenta Turcji Recepa Tayyipa Erdoğana wobec prokurdyjskich polityków i dziennikarzy. (onet.pl)
- Kilkudniowy smog w Nowym Delhi osiągnął swój szczyt i sparaliżował stolicę Indii. Poziom zanieczyszczeń cząstkami PM2,5 sięgnął 90 razy więcej niż wynosi norma bezpieczeństwa Światowej Organizacji Zdrowia. (wyborcza.pl)
- Grzegorz Brudziński został wybrany prezesem Polskiego Związku Zapaśniczego na kadencję 2016–2020. (zapasy.org.pl)

## 4 listopada
- Trzech amerykańskich instruktorów wojskowych zginęło, gdy ich samochody zostały ostrzelane przed bramą do bazy szkoleniowej na południu Jordanii. (wp.pl)

## 3 listopada
- U wybrzeży Libii zatonęły dwie łodzie, w wyniku czego zginęło co najmniej 239 migrantów i uchodźców. (wp.pl)
- Co najmniej 30 cywilów zginęło, a 25 osób zostało rannych w nalocie przeprowadzonym przez koalicję pod wodzą NATO w prowincji Kunduz na północy Afganistanu. (tvn24.pl)
- Co najmniej 17 osób zginęło, a 50 zostało rannych w wyniku kolizji dwóch pociągów, do której doszło w mieście Karaczi, na południu Pakistanu. (onet.pl)
- Na terytorium Serbii rozpoczęły się wspólne ćwiczenia wojsk serbskich, rosyjskich i białoruskich o kryptonimie „Słowiańskie Braterstwo”; potrwają do 9 listopada. Ponad 700 żołnierzy z trzech krajów będzie uczestniczyć w uderzeniach śmigłowcowych, pozorowanym ataku na bazę zbrojnych rebeliantów, ewakuacjach sanitarnych i praktycznych strzelaniach artyleryjskich. (onet.pl)
- Na południu Australii w jaskini w Górach Flindersa znaleziono ślady osadnictwa Aborygenów sprzed 49 tysięcy lat, w tym narzędzia zrobione z kamieni i kości, węgiel drzewny, popiół i skorupki jaj. (onet.pl)
- W godzinach nocnych Włochy nawiedziło kolejne trzęsienie ziemi o magnitudzie 5,0. Epicentrum wstrząsów znajdowało się ok. 50 km na południowy wschód od Perugii, a hipocentrum na głębokości 10 km. Nie ma informacji o ofiarach, czy szkodach. (onet.pl, tvnmeteo.tvn24.pl)

## 2 listopada
- Pożar w barze karaoke w stolicy Wietnamu, Hanoi, spowodował śmierć 13 osób. Rannych zostało dwóch policjantów. W akcji gaśniczej brało udział kilkuset strażaków. (onet.pl)
- Co najmniej 10 osób zginęło, a 50 zostało rannych podczas serii eksplozji w stoczni złomowej w pakistańskim Gadani. Los 30 robotników jest nieznany. (onet.pl)
- Rzecznik Pentagonu Jeff Davis poinformował, że w ataku przeprowadzonym 17 października w okolicy Idlibu na zachodzie Syrii zginął ważny dowódca Al-Ka’idy Hajdar Kirkan, odpowiedzialny za planowanie ataków za granicą, m.in. w Turcji. (wp.pl)
- W USA komentatorowi „The New York Times” Nicholasowi Kristofowi przyznano nagrodę Fundacji Edukacyjnej Jana Karskiego. (wp.pl)
- W stanie Oklahoma w okolicach miast Tulsa i Pawnee wystąpiło trzęsienie ziemi o sile 4,5 w skali Richtera. Nie ma informacji o ofiarach, czy szkodach. (onet.pl)

## 1 listopada
- W wyniku wybuchu gazu w kopalni węgla w rejonie miasta Chongqing na południu Chin, do którego doszło przed południem czasu lokalnego, zginęło 15 osób. 20 górników wciąż znajdowało się pod ziemią. (onet.pl)
- W amerykańskim mieście Baltimore nieprzewożący dzieci autobus szkolny zderzył z autobusem podmiejskim, w wyniku czego zginęło co najmniej 6 osób. (tvn24.pl)